# Grand Prix Kanady 1981
Grand Prix Kanady 1981 (oryg. Grand Prix Labatt du Canada) – 14. runda Mistrzostw Świata Formuły 1 w sezonie 1981, która odbyła się 27 września 1981, po raz czwarty na torze Circuit Gilles Villeneuve.
20. Grand Prix Kanady, 14. zaliczane do Mistrzostw Świata Formuły 1.

## Klasyfikacja
| Legenda oznaczeń w tabelach wyników Wyświetl szablon na nowej stronie | Legenda oznaczeń w tabelach wyników Wyświetl szablon na nowej stronie                                                                     |
| Oznaczenie                                                            | Wyjaśnienie |
| --------------------------------------------------------------------- | --- |
| Złoty                                                                 | Zwycięzca lub mistrzostwo |
| Srebrny                                                               | 2. miejsce lub wicemistrzostwo |
| Brązowy                                                               | 3. miejsce lub II wicemistrzostwo |
| Zielony                                                               | Ukończył, punktował (w klasyfikacji generalnej, gdy zdobył co najmniej jeden punkt na przestrzeni sezonu, poza trzema powyższymi opcjami) |
| Niebieski                                                             | Ukończył, nie punktował (w klasyfikacji generalnej, gdy nie zdobył co najmniej jednego punktu na przestrzeni sezonu)                      |
| Czerwony                                                              | Nie zakwalifikował się (NZ) |
| Czerwony                                                              | Nie prekwalifikował się (NPK) |
| Różowy                                                                | Nie ukończył (NU) |
| Różowy                                                                | Niesklasyfikowany (NS) (w klasyfikacji generalnej, gdy nie został sklasyfikowany w żadnym wyścigu sezonu)                                 |
| Czarny                                                                | Zdyskwalifikowany (DK) |
| Czarny                                                                | Wykluczony (WYK/EX) |
| Biały                                                                 | Nie wystartował (NW) |
| Biały                                                                 | Kontuzjowany (K/INJ) |
| Biały                                                                 | Wyścig odwołany (OD/C) |
| Bez koloru                                                            | Został wycofany (WYC/WD) |
| Bez koloru                                                            | Nie przybył (NP/DNA) |
| Bez koloru                                                            | Nie brał udziału w treningach (NT/DNP) |
| Bez koloru                                                            | Nie został zgłoszony (–) |
| Pogrubienie                                                           | Start z pole position |
| Kursywa                                                               | Najszybsze okrążenie wyścigu |
| †                                                                     | Nie ukończył, ale jego rezultat został zaliczony ze względu na przejechanie więcej niż 90% dystansu wyścigu.                              |
| *                                                                     | Sezon w trakcie |
| 1/2/3                                                                 | Punktowana pozycja w sprincie kwalifikacyjnym                                                                                             |
| Lista systemów punktacji Formuły 1                                    | |

| Poz | Nr | Kierowca           | Konstruktor     | Okrążenia | Czas/powód NU | Poz. start. | Punkty |
| --- | -- | ------------------ | --------------- | --------- | ------------- | ----------- | ------ |
| 1   | 26 | Jacques Laffite    | Ligier-Matra    | 63        | 2:01:25.20    | 10          | 9      |
| 2   | 7  | John Watson        | McLaren-Ford    | 63        | + 6.23        | 9           | 6      |
| 3   | 27 | Gilles Villeneuve  | Ferrari         | 63        | + 1:50.27     | 11          | 4      |
| 4   | 23 | Bruno Giacomelli   | Alfa Romeo      | 62        | + 1 okrążenie | 15          | 3      |
| 5   | 5  | Nelson Piquet      | Brabham-Ford    | 62        | + 1 okrążenie | 1           | 2      |
| 6   | 11 | Elio de Angelis    | Lotus-Ford      | 62        | + 1 okrążenie | 7           | 1      |
| 7   | 22 | Mario Andretti     | Alfa Romeo      | 62        | + 1 okrążenie | 16          |        |
| 8   | 17 | Derek Daly         | March-Ford      | 61        | + 2 okrążenia | 20          |        |
| 9   | 33 | Marc Surer         | Theodore-Ford   | 61        | + 2 okrążenia | 19          |        |
| 10  | 2  | Carlos Reutemann   | Williams-Ford   | 60        | + 3 okrążenia | 2           |        |
| 11  | 4  | Michele Alboreto   | Tyrrell-Ford    | 59        | + 4 okrążenia | 22          |        |
| 12  | 3  | Eddie Cheever      | Tyrrell-Ford    | 56        | Silnik        | 14          |        |
| NU  | 8  | Andrea de Cesaris  | McLaren-Ford    | 51        | Wypadł z toru | 13          |        |
| NU  | 15 | Alain Prost        | Renault         | 48        | Kolizja       | 4           |        |
| NU  | 12 | Nigel Mansell      | Lotus-Ford      | 45        | Kolizja       | 5           |        |
| NU  | 9  | Slim Borgudd       | ATS-Ford        | 40        | Wypadł z toru | 21          |        |
| NU  | 6  | Héctor Rebaque     | Brabham-Ford    | 35        | Wypadł z toru | 6           |        |
| NU  | 32 | Jean-Pierre Jarier | Osella-Ford     | 26        | Kolizja       | 23          |        |
| NU  | 1  | Alan Jones         | Williams-Ford   | 24        | Sterowność    | 3           |        |
| NU  | 28 | Didier Pironi      | Ferrari         | 24        | Zapłon        | 12          |        |
| NU  | 14 | Eliseo Salazar     | Ensign-Ford     | 8         | Wypadł z toru | 24          |        |
| NU  | 25 | Patrick Tambay     | Ligier-Matra    | 6         | Wypadł z toru | 17          |        |
| NU  | 29 | Riccardo Patrese   | Arrows-Ford     | 6         | Wypadł z toru | 18          |        |
| NU  | 16 | René Arnoux        | Renault         | 0         | Kolizja       | 8           |        |
| NZ  | 20 | Keke Rosberg       | Fittipaldi-Ford |           |               |             |        |
| NZ  | 21 | Chico Serra        | Fittipaldi-Ford |           |               |             |        |
| NZ  | 35 | Brian Henton       | Toleman-Hart    |           |               |             |        |
| NZ  | 30 | Jacques Villeneuve | Arrows-Ford     |           |               |             |        |
| NZ  | 36 | Derek Warwick      | Toleman-Hart    |           |               |             |        |
| NZ  | 31 | Beppe Gabbiani     | Osella-Ford     |           |               |             |        |